# Guardia Nacional (Mexiko)

Die Mexikanische Nationalgarde (spanisch Guardia Nacional de México) ist ein in der Amtszeit des Präsidenten Lopez Obrador gegründetes, bewaffnetes Sicherheitsorgan in Mexiko, dass sich aus ehemaligen Polizeibeamten der Bundespolizei und Militärpolizisten zusammensetzt.  

## Entstehungsgeschichte und Aufgaben
Zum 1. Oktober 2019 wurde die Bundespolizei aufgelöst und in die neu gegründete Guardia Nacional überführt.
Obwohl die Nationalgarde einem zivilen Kommando unterstehen soll, wurde der Aufbau und die Ausbildung durch das mexikanische Militär übernommen. Dies ist umstritten, da nach Artikel 129 der Mexikanischen Verfassung der Einsatz von Militär im Inneren im Frieden unzulässig ist.
Die Nationalgarde soll an Stelle der als korrupt geltenden Polizei gegen das organisierte Verbrechen im Drogenkrieg in Mexiko eingesetzt werden. Die ersten Einheiten wurden allerdings im Süden des Landes stationiert, um die Einreise von mittelamerikanischen Migranten über die Grenze zu Guatemala zu unterbinden.
Die mexikanische Nationalgarde musste nach einem Urteil des Obersten Gerichtshofs vom April 2023 den zivilen Behörden unterstellt bleiben und nicht dem Militär.